# Airspeed Consul
L'Airspeed AS.65 Consul era un bimotore da trasporto passeggeri di linea ad ala bassa prodotto dall'azienda britannica Airspeed Ltd nella seconda parte degli anni quaranta.
Riconversione civile del precedente Airspeed Oxford, benché offerto al mercato dell'aviazione civile trovò impiego anche in ambito militare.

## Storia del progetto
Nel 1937 il governo britannico emise una richiesta di conversione per l'Airspeed Envoy, trasporto civile di linea per otto passeggeri, per far fronte all'esigenza di dotare le proprie forze aeree e quelle del Commonwealth britannico di un aereo da addestramento da avviare alla produzione di massa. Il risultato fu l'Airspeed Oxford, utilizzato da numerose forze aeree grazie al British Commonwealth Air Training Plan e prodotto nella consistente cifra di 4 411 esemplari.
Con il termine della seconda guerra mondiale e la notevole disponibilità di materiale surplus nel 1946 la Airspeed avviò un programma di riconversione per adattare all'impiego civile gli Oxford oramai non più necessari. Il progetto, che assunse la designazione AS.65 Consul, interessò al termine della produzione 162 esemplari convertiti da residuati bellici offerto, insieme ad un kit di conversione, al mercato del trasporto civile interessato ad un piccolo modello bimotore.
Il Consul entrò in servizio in un piccolo numero di compagnie aeree britanniche che operavano su voli passeggeri di linea e charter oltre che come aereo da trasporto cargo, venendo acquistato anche in Belgio, Canada, Islanda, Malta, nell'Africa orientale ed in Asia, diventando il primo modello ad operare nella Malayan Airways, compagnia aerea antesignana di Singapore Airlines e Malaysia Airlines. Alcuni Consul vennero inoltre acquistati da grandi aziende industriali ed utilizzati come aerei executive.
Tuttavia il modello, caratterizzato dalla cellula con struttura in legno, sottoposta ad un intenso uso durante la guerra, dal non facile pilotaggio e dalla ridotta capacità (solo sei passeggeri) non ebbe un grande successo commerciale nel mercato civile. Molti esemplari vennero quindi assorbiti dal mercato militare, acquistati dalle forze aeree britanniche, del Canada e della Nuova Zelanda che già avevano operato con gli Oxford ed utilizzati come trasporto VIP. Nel 1949 Israele acquistò un certo numero di esemplari civili, che dopo essere stati riconvertiti ad uso militare, andarono ad equipaggiare il 141 squadron da addestramento dalla Heyl Ha'Avir rimanendo in linea fino al 1957, un anno dopo che l'Oxford venne radiato dalla britannica Royal Air Force.

## Esemplari attualmente esistenti
Al contrario dell'Oxford, sono rari gli esemplari di Consul ancora presenti. Il G-AIKR, che al termine della carriera finì per un periodo come attrazione di un parco giochi per bambini e di proprietà del Canada Aviation Museum (Ottawa, in Ontario) è attualmente in prestito esposto al Royal New Zealand Air Force Museum dove però è stato riportato allo standard Oxford.
Nel 2003 un secondo Consul venne rinvenuto smontato a Singapore quindi riassemblato e ridipinto nella livrea del primo velivolo utilizzato dalla Malaysian Singapore Airlines.

## Utilizzatori

### Civili
Giordania
- Air Jordan

 Irlanda
- Aer Lingus

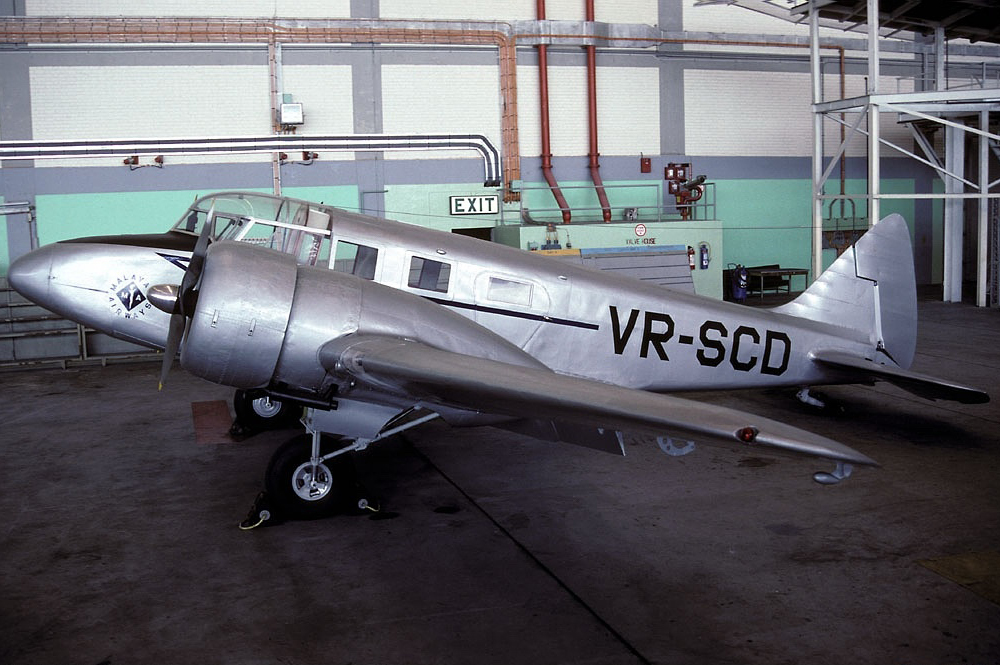
Il Consul ridipinto nella livrea del primo velivolo utilizzato dalla Malaysian Singapore Airlines ora esposto a Singapore.

 Federazione della Malesia/Singapore

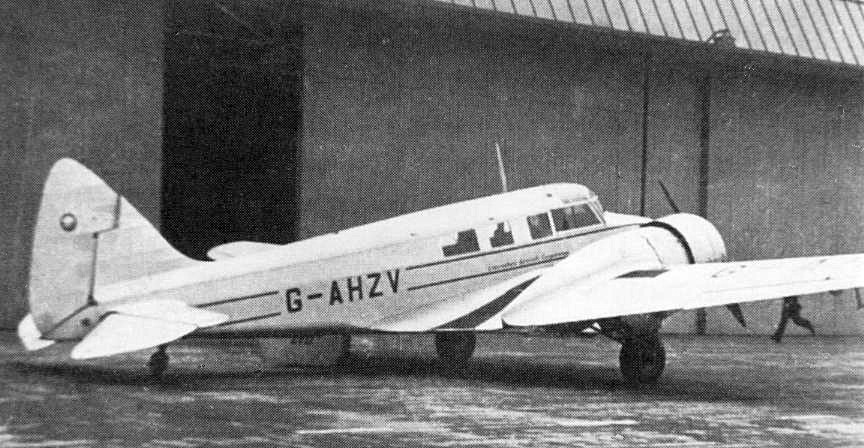
L'Airspeed Consul della Lancashire Aircraft Corporation fotografato a Manchester nel 1950 in servizio di linea per l'Aeroporto di Northolt.

- Malayan Airways

 Regno Unito
- Air Charter
- Air Enterprises
- Airspan Travel
- Atlas Aviation
- British Air Transport
- British South American Airways
- Chartair
- International Airways
- Lancashire Aircraft Corporation
- Morton Air Services
- Silver City Airways
- Solar Air Services
- Transair Ltd
- Westminster Airways

 Spagna
- Iberia

### Militari
Argentina
- Fuerza Aérea Argentina

 Belgio
- Aviation militaire/Militair Vliegwezen (4)

 Birmania
- Tatmadaw Lei

 Canada
- Royal Canadian Air Force

 Congo belga
- Force Publique

 Israele
- Heyl Ha'Avir

 Nuova Zelanda
- Royal New Zealand Air Force
  - No. 42 Squadron RNZAF

 Regno Unito
- Royal Air Force

 Turchia
- Türk Hava Kuvvetleri